# Język dondo
Język dondo – język austronezyjski używany w prowincji Celebes Środkowy w Indonezji. Według danych szacunkowych z 2001 roku posługuje się nim 13 tys. osób. 
Jego użytkownicy zamieszkują przynajmniej 25 wsi (kecamatany Baolan, Dampal Utara, Dondo, Galang, Tolitoli Utara). Wykazuje pewne zróżnicowanie wewnętrzne; w 1991 r. zidentyfikowano następujące dialekty: centralny (odmiana wschodniej części regionu Dondo i okolic), dialekt wsi Lais i Ogowele, a także stosunkowo odrębne dialekty wsi Oyom oraz Boangin i Lemba Harapan. Dondo jest blisko spokrewniony z językiem tialo.
Potencjalnie zagrożony wymarciem. W 1991 r. odnotowano, że stopień jego użycia różni się w zależności od miejscowości. We wsi Oyom pozostawał preferowanym środkiem komunikacji (w kontaktach domowych i w obrębie miejscowej społeczności), ale we wsi Lais stwierdzono stosunkowo silną pozycję języka indonezyjskiego (zwłaszcza poza kontaktami domowymi), a oprócz tego używany był język bugijski. W edukacji stosowany jest język indonezyjski.
Zachowaniu dondo sprzyjają interakcje między ludnością nadbrzeżną a ludnością przesiedloną z terenów górzystych. 
Nie został dobrze udokumentowany. Sporządzono skrótowy opis jego gramatyki (1984). Nie wykształcił piśmiennictwa.